# Окорафор, Ннеди
Ннеди Окорафор (англ. Nnedi Okorafor) — американская писательница нигерийского происхождения. Работает в жанре научной фантастики и фэнтези для взрослой и детской аудитории. На русском языке известна как автор таких произведений, как «Бинти» и «Кто боится смерти». В 2015 году литературный онлайн-журнал «Brittle Paper» назвал её «африканским автором года».

## Биография
Родилась 8 апреля 1974 года в Цинциннати, штат Огайо. Родители Окорафор, принадлежавшие к нигерийскому народу игбо, уехали в США для получения образования, но так и не вернулись на родину из-за гражданской войны в Нигерии. Сама Ннеди с юных лет часто посещает Нигерию.
Учась в школе, Окорафор стала национальной звездой тенниса и лёгкой атлетики, а также показала незаурядные способности в математике и естественных науках. Кроме того, она интересовалась насекомыми и хотела стать энтомологом.
В тринадцатилетнем возрасте у неё был диагностирован сколиоз, который с годами только усугублялся. В девятнадцатилетнем возрасте писательница пережила операцию по артродезу позвонков, который помог бы выровнять позвоночник, однако редкое осложнение привело к тому, что Окорафор парализовало ниже пояса.
Впоследствии начала писать небольшие истории на полях научно-фантастических книг, которые были у неё дома. Благодаря интенсивной физиотерапии Окорафор снова начала ходить, но ей пришлось оставить карьеру спортсменки, передвигаясь с палкой. Вскоре она записалась на курсы литературного творчества и принялась писать свой первый роман.
Окорафор имеет степень магистра журналистики Университета штата Мичиган, а также степень магистра и PhD по английскому языку и литературе Иллинойского университета в Чикаго. В 2001 году окончила литературную мастерскую «Кларион» в Лансинге, Мичиган. В настоящее время живёт со своей семьёй в Олимпии Филдс, штат Иллинойс.

## Тематика произведений
Романы и рассказы Окорафор отражают её западноафриканское происхождение и современные американские реалии. В одном из интервью она объясняет важность своего двойственного культурного наследия тем, что это часть её идентичности, из-за которой, по её мнению, она и начала писать научную фантастику и фэнтези. Она считает, что живёт между двумя границами, которые помогают ей иметь большое количество взглядов на мир и впитывать и обрабатывать идеи необычным способом.
Окорафор заметила, что фэнтези и научная фантастика не слишком разнообразны. Это послужило для неё мотивацией для создания книг, действие которых происходит на африканском континенте и изображает темнокожих людей, в частности девушек, выступающих в ролях, часто отводимых в литературе белым персонажам. Писательница называет Нигерию своей «музой», поскольку на её творчество большое влияние оказал нигерийский фольклор с его богатой мифологией и мистицизмом. В своих произведениях она рассматривает такие социальные проблемы, как раса, гендерное равенство, политическое насилие, уничтожение окружающей среды, геноцид и коррупция.

## Контроверсии
Получив Всемирную премию фэнтези, Окорафор опубликовала эссе «Расизм Лавкрафта и Всемирная премия фэнтези с комментариями Чайны Мьевиля» (2011), в котором выразила свои противоречивые эмоции по поводу получения награды в форме крупного серебряного бюста Говарда Лавкрафта. Впоследствии писательница поддержала инициативу Даниэля Хосе Олдера, который в 2014 году предложил заменить Лавкрафта бюстом Октавии Батлер.